# Печериця серпнева
Печериця серпнева (Agaricus augustus) — вид грибів роду печериця (Agaricus). Сучасну біномінальну назву надано у 1838 році.

## Будова
Великий гриб з шапинкою 10-25 см, що покрита коричневими лусками, та ніжкою до 20 см. Пластинки від сіруватих до темно-коричневих, дуже густі. У молодих плодових тіл шапинка напівкуляста, з віком стає розпростерта. На ніжці помітні жовтуваті плями. Кільце велике і звисає з ніжки. Ніжка нижче від кільця також луската. М'якуш блідо-коричневий із запахом гіркого мигдалю. Споровий порошок темно-коричневий.

## Життєвий цикл
Плодові тіла з'являються в липні — жовтні.

## Поширення та середовище існування
Зустрічається під широколистими та хвойними деревами.

## Практичне використання
Смачний їстівний гриб.

## Природоохоронний статус
Належить до групи 4(I) проміжних видів під загрозою вимирання у Литві.

## Галерея

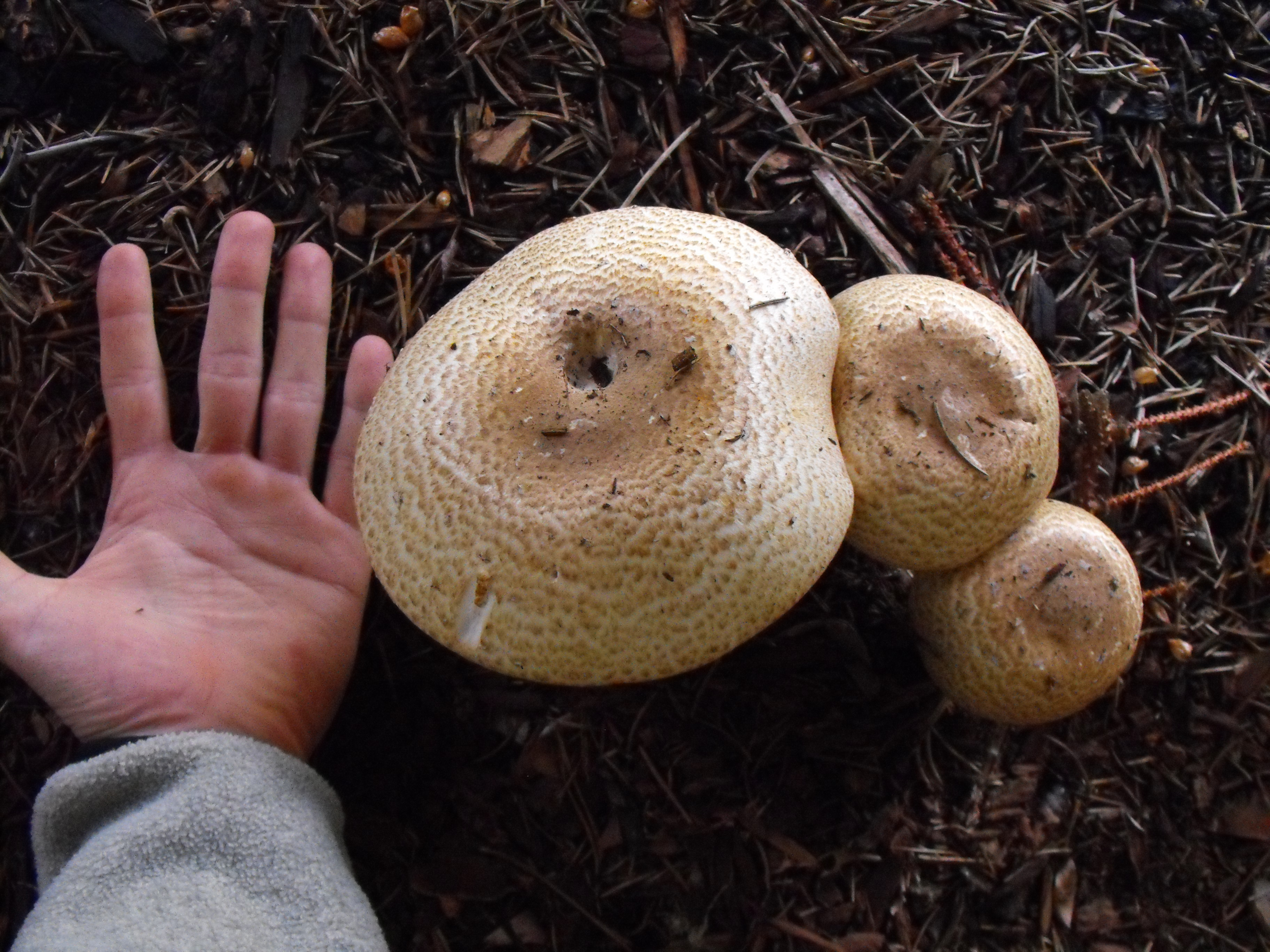
Розмір гриба у порівнянні з рукою
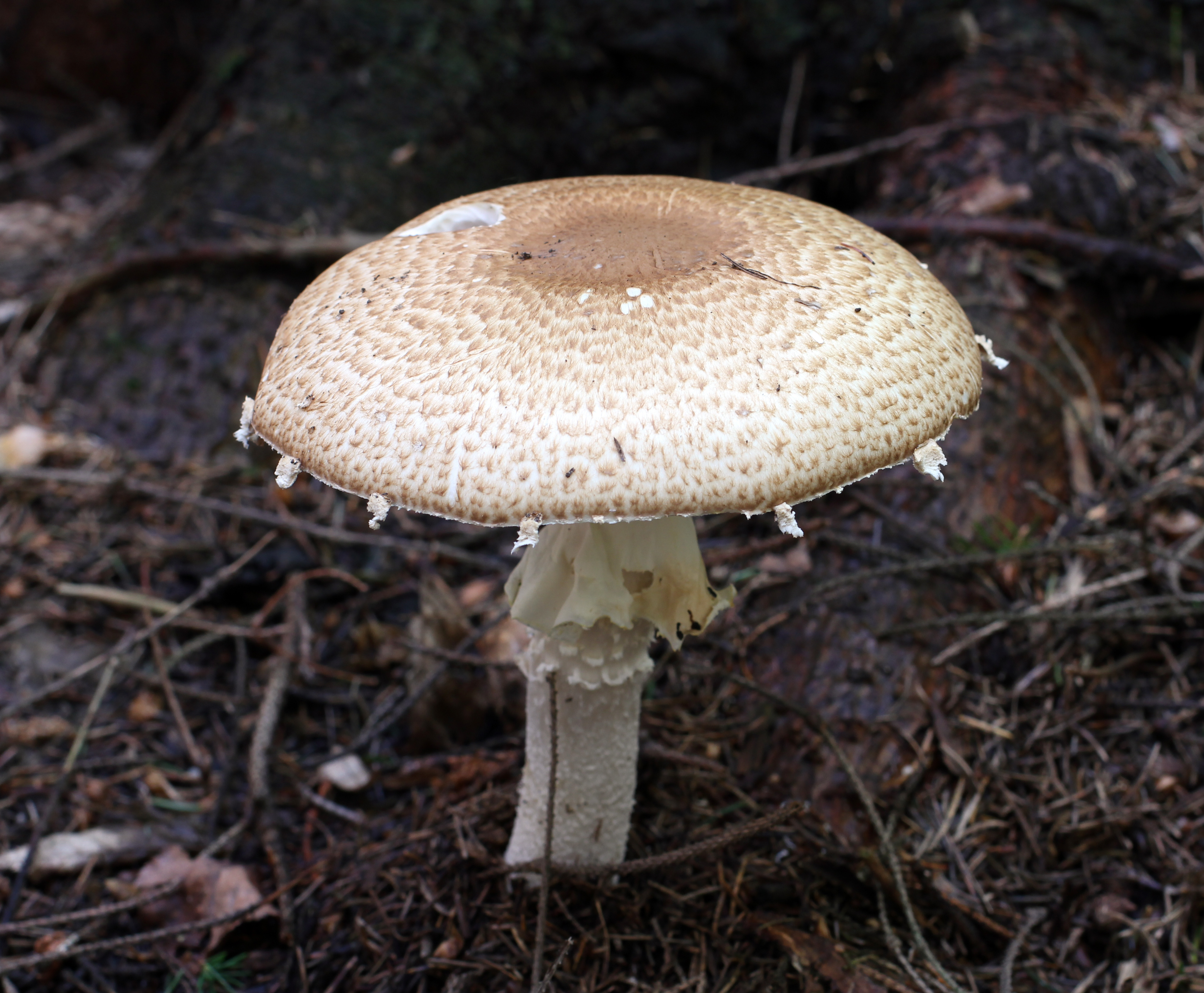
Доросле плодове тіло
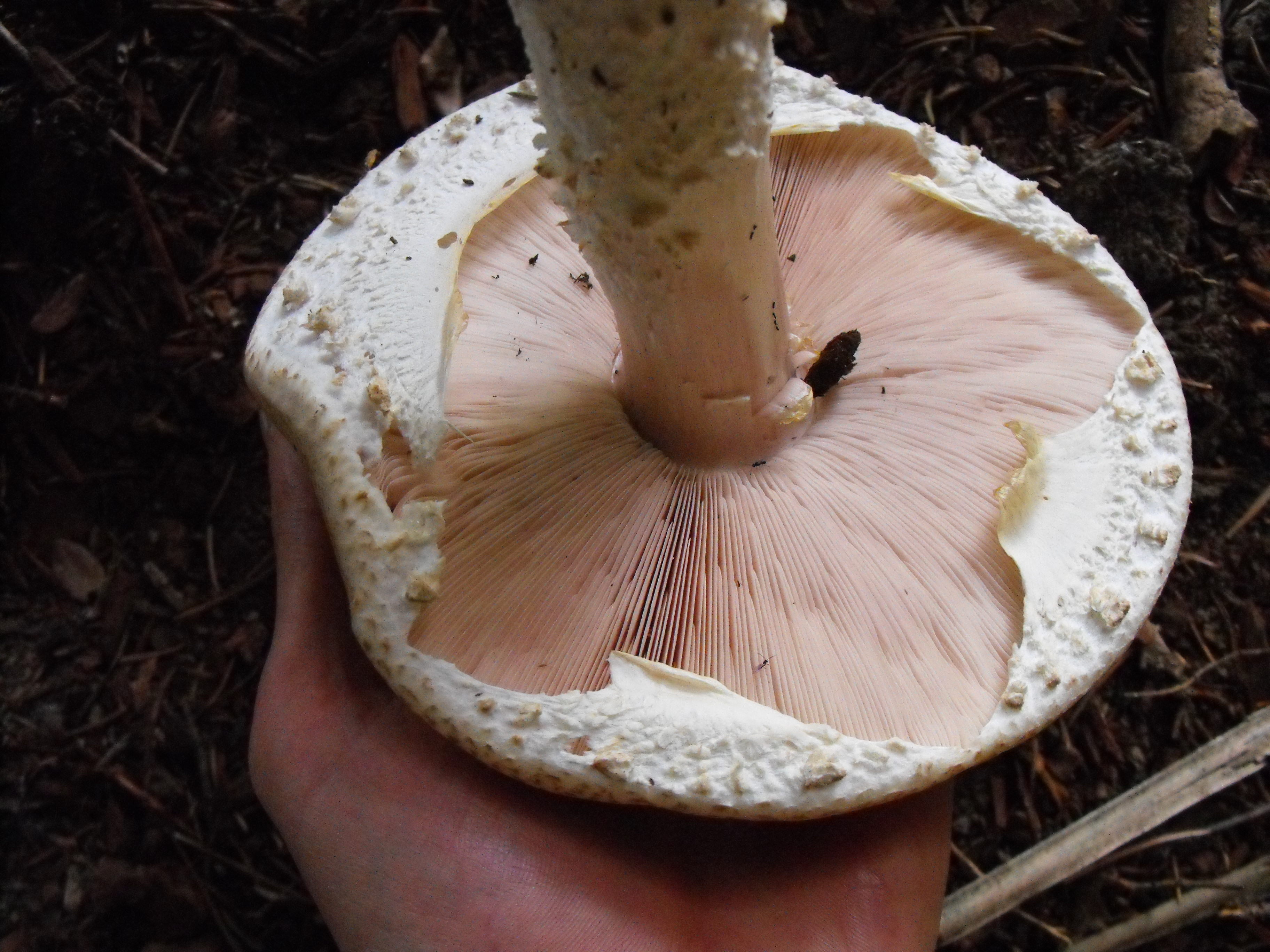
Пластинки